# Giovanni Drei
Don Giovanni Drei (Faenza, 6 settembre 1881 – Parma, 15 settembre 1950) è stato un archivista e storico italiano.

## Biografia
Entrato in seminario, diventò sacerdote. Nel 1929 si laureò in lettere all'Università di Bologna. Subito dopo si trasferì a Parma, dove divenne archivista presso l'Archivio di Stato di Parma, allora collocato al secondo piano di un'ala del Palazzo della Pilotta. Nel 1947 ne fu nominato direttore.
Insegnò paleografia all’Università di Parma. Fu direttore della rivista Aurea Parma, che diresse dal 1934 al 1950 (fino al 1937 con Glauco Lombardi) e, dal settembre 1948, della Deputazione di Storia Patria per le Province Parmensi.
A Parma gli è intitolata via Don Giovanni Drei, una strada del Quartiere Vigatto nei pressi di via Langhirano.

## Pubblicazioni (selezione)
- Le leggi suntuarie a Parma, Lucca, Baroni, 1918.
- Le carte degli archivi parmensi (3 voll.), 1924-1950
- Biografia di Giulio Alberoni, ed. Barone, Lucca, 1918
- il Regno d’Etruria, ed. Soliani, Modena, 1935
- Nicolò Paganini a Parma, 1940
- I Farnese, grandezza e decadenza di una dinastia italiana, Libreria di Stato, Roma, 1954 (II ed. 2009)